# XScreenSaver
XScreenSaver est un logiciel libre, sous licence MIT, proposant un ensemble d'écrans de veille pour les systèmes Unix équipé de X Window System et les ordinateurs Macintosh équipés de Mac OS X. Il est disponible dans toutes les distributions Linux supportant X11 et en a été longtemps l'économiseur d'écran par défaut.
En revanche, il n'existe pas de version prévue pour Windows. En effet, selon le concepteur de ce programme, « There is no Windows version of xscreensaver, and there never will be.  Please stop asking.  Microsoft killed my company, and I hold a personal grudge.  I don't use any Microsoft products and neither should you » (« Il n'y a pas de version de XScreenSaver pour Windows et il n'y en aura jamais. Je vous prie d'arrêter de me poser la question. Microsoft a tué ma société et je leur garde rancune pour cela. Je n'utilise aucun produit de Microsoft et vous devriez en faire de même  »).
Pour la partie 3D, il utilise OpenGL ES, la version X11 utilise cependant OpenGL 1.0
La version 6.0.0, sortie le 1er avril 2021, utilise EGL à la place de GLX quand possible, améliorant ainsi l'utilisation du matériel, supporte GLSL and GL ES 3, et ajoute l'ombrage de Phong à différents effets. Il fonctionne de façon limitée sous Wayland via la couche XWayland, mais n'a pas encore été porté vers ce gestionnaire d'affichage.